# Brignolia kumily
Espèce
Brignolia kumily est une espèce d'araignées aranéomorphes de la famille des Oonopidae.

## Distribution
Cette espèce est endémique d'Inde. Elle se rencontre au Kerala et au Tamil Nadu entre 900 et 1 700 m d'altitude dans les monts des Cardamomes.

## Description
Le mâle holotype mesure 1,87 mm et la femelle paratype 2,04 mm.

## Étymologie
Son nom d'espèce lui a été donné en référence au lieu de sa découverte, Kumily.

## Publication originale
- Platnick, Dupérré, Ott & Kranz-Baltensperger, 2011 : The goblin spider genus Brignolia (Araneae, Oonopidae). Bulletin of the American Museum of Natural History, no 349, p. 1-131 (texte intégral).